# 海爾聚布雷茲山

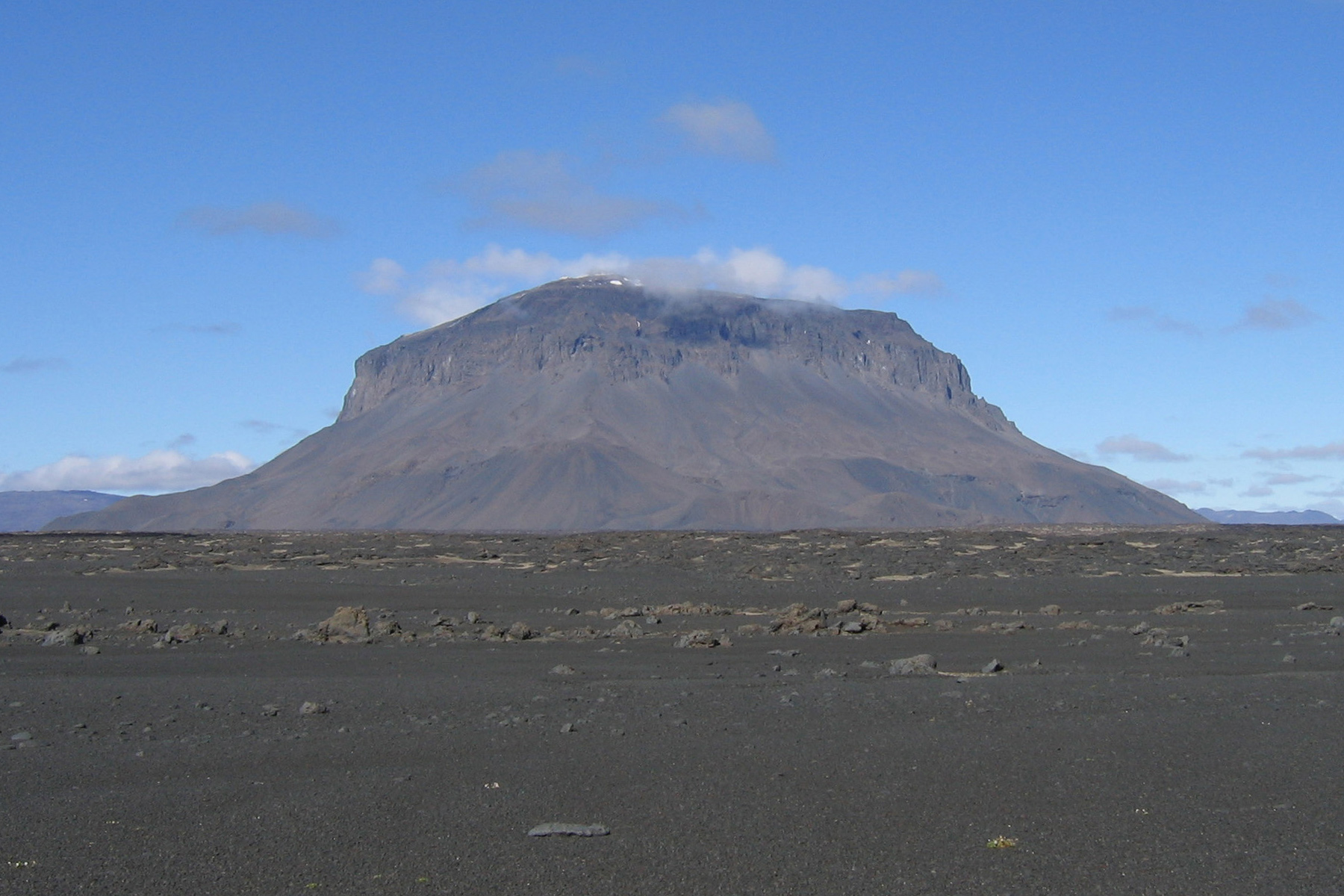
海爾聚布雷茲山

海爾聚布雷茲山是冰島的平頂火山，位於該國東北部阿斯恰火山附近，海拔高度1,682米，最近一次火山噴發在更新世時期發生，人類在1908年首次成功登頂。

## 外部連結
- Herðubreiðarlindir – picture gallery from islandsmyndir.is
- http://isafold.de/panorama/panoram.htm (via "Askja")